# Ghaziabad (Distrikt)

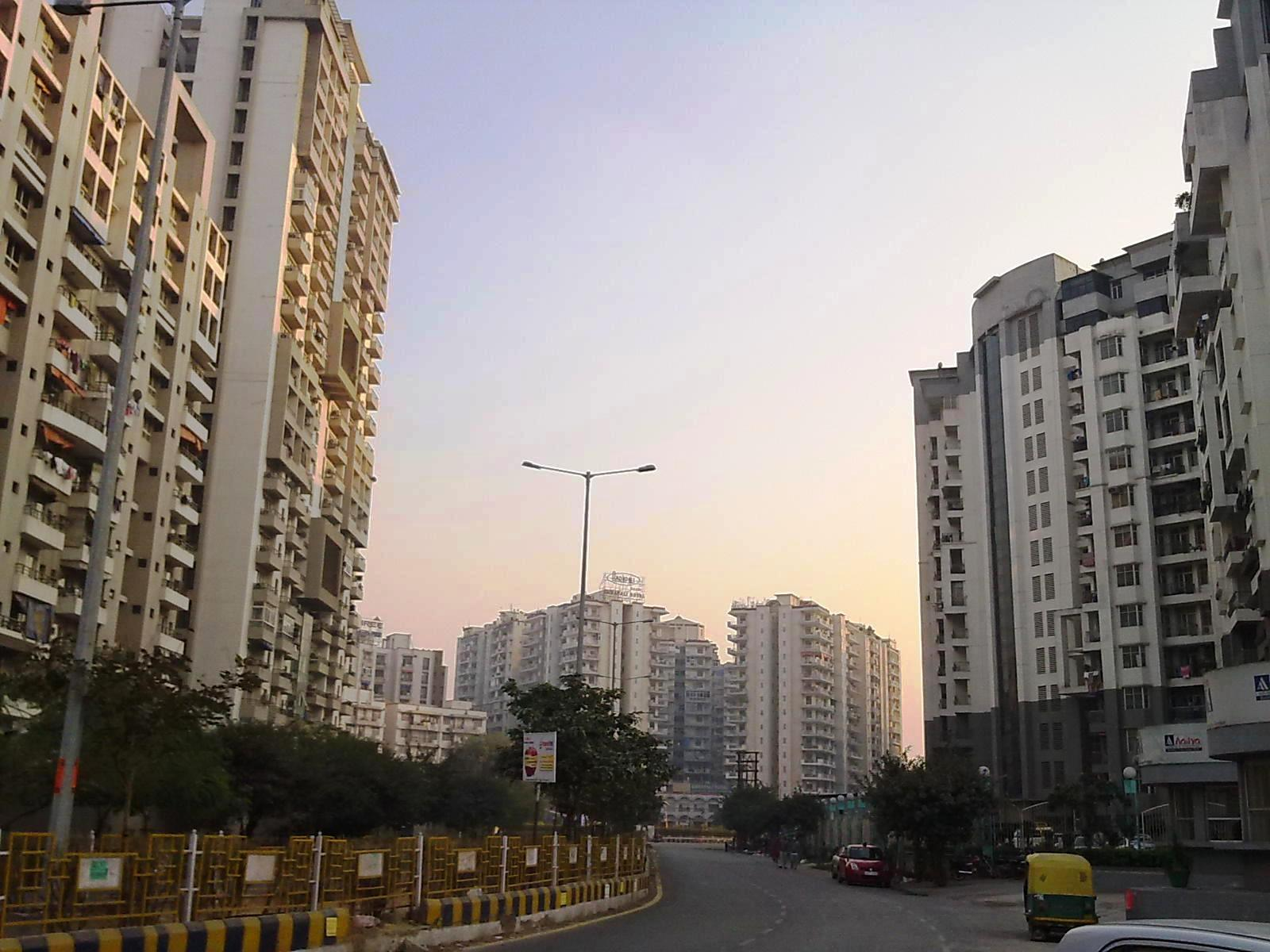
Indirapur in Ghaziabad

Der Distrikt Ghaziabad (Hindi ग़ाज़ियाबाद ज़िला, Urdu ضلع غازی آباد) ist ein Distrikt im indischen Bundesstaat Uttar Pradesh in der Division Meerut und Teil der National Capital Region. Distrikthauptstadt ist die namensgebende Stadt Ghaziabad.

## Geographie
Ghaziabad liegt im äußersten Westen von Uttar Pradesh in der städtischen Agglomeration von Delhi, die westlich an den Distrikt angrenzt. Der Distrikt liegt im Oberen Doab zwischen Yamuna und Ganges.

## Geschichte
Der Distrikt Ghaziabad wurde am  14. November 1976 aus dem gleichnamigen Tehsil des Distrikts Meerut und Teilen des Distrikts Bulandshahr gebildet. Als Gründungsdatum wurde durch den damaligen Chief Minister von Uttar Pradesh Narayan Datt Tiwari bewusst der Geburtstag des ersten Premierministers Indiens, Jawaharlal Nehru, gewählt. Im Jahr 1997 wurde ein Teil des Distrikts an den neu gegründeten Distrikt Gautam Buddha Nagar abgegeben. In der Dekade 2001 bis 2011 gab es kleine Gebietsgewinne vom Distrikt Meerut und am 27. September 2011 wurde der östliche Teil des Distrikts als neuer Distrikt Panchsheel Nagar (2012 umbenannt in Hapur) abgespalten.
Die Fläche des Distrikts verkleinerte sich dadurch zusehends von 2.590 km² (Zensus 1981) auf 1.148 km² (Zensus 2001) bzw. 1.179 km² (Zensus 2011). Die Distriktfläche nach der Bildung des Distrikts Hapur wird in verschiedenen Quellen unterschiedlich angegeben – nach dem Statistical Diary Uttar Pradesh 2020 mit 910 km², aus verschiedenen anderen Quellen (beispielsweise von der Distriktwebseite) kursieren jedoch auch abweichende Zahlen.

## Einwohner
Da die Volkszählung 2011 noch aufgrund der alten Distriktgrenzen stattfand, existieren keine zuverlässigen Angaben zur Bevölkerung. Die Ergebnisse der Volkszählung 2021 sind noch nicht veröffentlicht.